# Johann Franz August Zimmermann

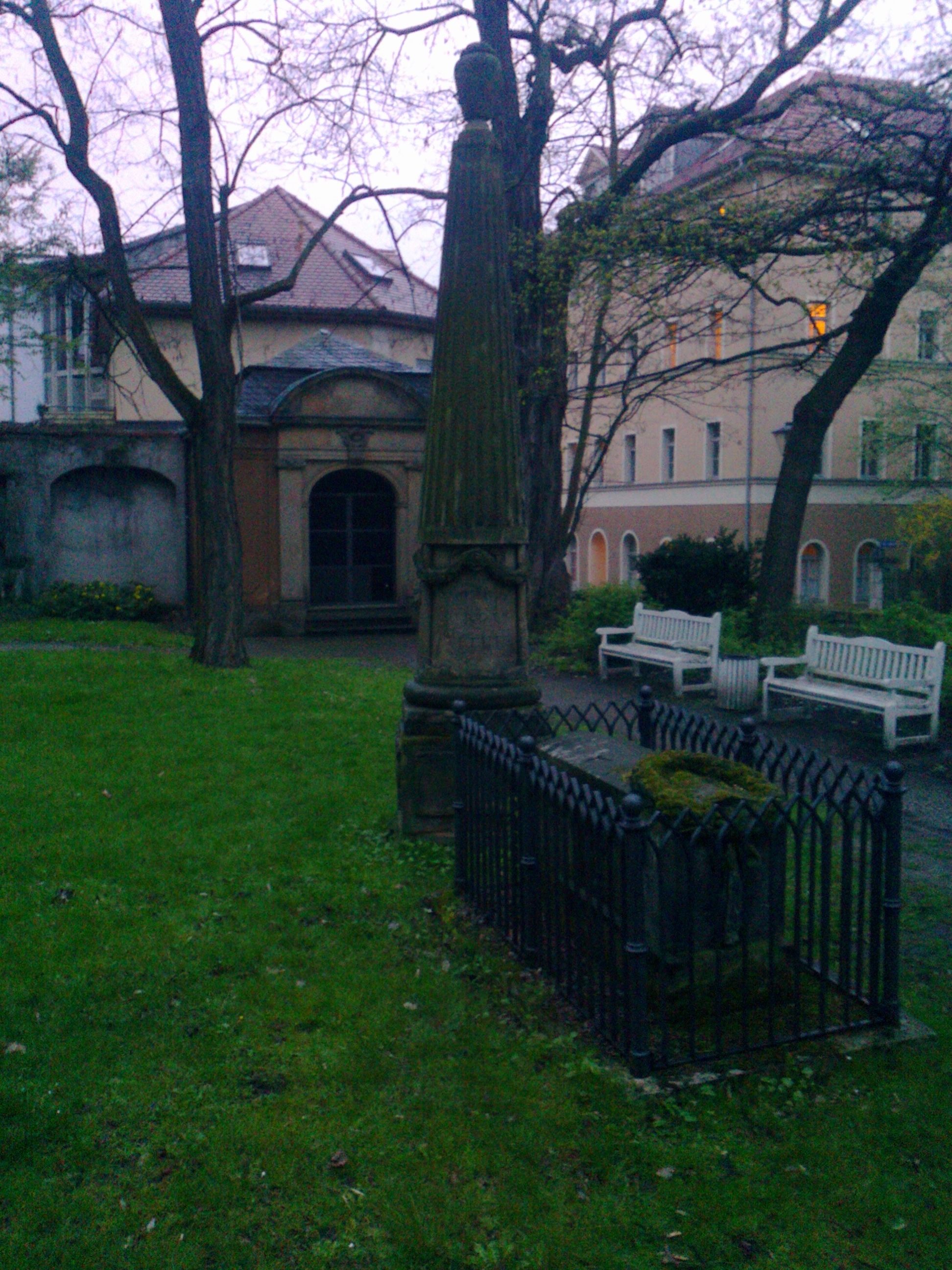
Grabsäule für Zimmermann

Johann Franz August Zimmermann (* 1751 oder 1752; † 6. Mai 1774 in Weimar) war ein Zimmerergeselle aus Ilmenau, der mit 22 Jahren bei Rettungsarbeiten während des Schlossbrands in Weimar ums Leben kam. Er hatte zahlreichen Menschen das Leben gerettet. Die Beerdigung fand „unter großer Anteilnahme der ganzen Stadt einschließlich der Herzogsfamilie“ statt. Sein Grabmal, eine verjüngende kannelierte Säule über den Zimmermann gewidmeten Inschriften, mit einer Urne im Zopfstil als Bekrönung vor dem Kassengewölbe auf dem Jacobsfriedhof Weimar, schuf der Hofbildhauer Martin Gottlieb Klauer. Dieses Grabmal ist durchaus bemerkenswert, weil derartig aufwendig gestaltet es für diesen Stand als Ausnahme anzusehen ist, indem es auch als Zeichen der Dankbarkeit eines Fürsten oder einer Fürstin gelten muss, zumal Herzogin Anna-Amalia ihren Hofbildhauer damit beauftragt hatte. (Eine der beiden Inschriften lautet auch: Der Bürger Treue). Die Säule besteht aus Berkaer Buntsandstein. Vor der Säule wiederum befindet sich das Grab von Christiane Becker-Neumann in der schmiedeeisernen Umfassung. Im Hintergrund befindet sich das Kassengewölbe.
Der schwäbische Dichter Christian Friedrich Daniel Schubart widmete Johann Franz August Zimmermann in seiner Zeitschrift „Deutsche Chronik“ 1775 einen Nachruf. Darin heißt es: 
„Dem Zimmergesellen, der bey dem Brande im fürstlichen Schlosse vor einem Jahre sein Leben verlohr, ist nun ein Grabmal von ziemlicher Größe errichtet, das jedermanns Beyfall erhielt und dem Künstler Glauer (Martin Gottfried Klauer), zu Berka an der Ilm vorzüglich Ehre macht. Da es bekanntlich unter den niedrigsten Ständen des Lebens Menschen gibt, die große Handlungen zu thun fähig sind, so sollen sie niemals von öffentlichen Ehrenbezeugungen, die allgemeine Nacheiferung erregen, ausgeschlossen bleiben. Verdienst bleibt Verdienst, im Zwilchkittel wie im Purpur.“